# Zakaria Diallo
Zakaria Diallo (Équemauville, 13 agosto 1986) è un ex calciatore francese, di ruolo difensore.

## Carriera
Ha giocato nella massime serie di Belgio (con il Charleroi) e Francia (con il Digione).
Il 20 gennaio 2018 viene acquistato dal Montréal Impact ma a causa di un infortunio durante la fase pre campionato rimane fuori per tutta la stagione. Il 3 marzo 2019 esordisce in MLS da titolare nella vittoria contro il S.J. Earthquakes e servendo l'assist per la rete vincente di Taider. Il 9 maggio realizza la prima rete con gli Impact, impattando di testa l'assist di Maximiliano Urruti e trovando il momentaneo pareggio contro i N.Y. Red Bulls.